# Festival de Dichato
El Festival de Dichato: El Festival de la Alegría (anteriormente llamado Festival Viva Dichato y Festival Dichato Vive) es un certamen musical también uno de los más importantes y conocidos en Chile y el mundo anualmente organizado en dicho pueblo costero, ubicado en la Región del Biobío (Chile), desde su inicio, ocurrido en febrero de 2012. El motivo principal para crear este festival fue como ayuda y promoción turística del pueblo costero azotado por el terremoto y posterior tsunami de 2010, donde alrededor de un 80% de las viviendas fueron afectadas y/o destruidas por el tsunami del 27/F, provocando que en los siguientes años el turismo bajara considerablemente.
Realizado en la cancha de Dichato, que cuenta con una capacidad superior a los 15 000 espectadores, el evento era transmitido en vivo por televisión. El festival alcanzaba mediciones récord en los rankings televisivos y mueve millones de dólares en concepto de auspicios, programas de TV asociados, publicidad y turismo, entre otros.[cita requerida]
Desde la I hasta la III edición, bajo el nombre de Viva Dichato, la organización, la producción y la transmisión del evento estuvo en manos de la estación televisiva Mega. Desde la IV edición hasta la VI edición y luego de no llegar a un acuerdo con Mega, fue la primera versión sin ser televisado y con la denominación de Dichato Vive, quedando toda la organización y producción en manos de la Municipalidad de Tomé.
Sin embargo, después de 3 años sin televisar el evento, se llegó a un acuerdo con Canal 13 para emitir la VII edición del Festival de Dichato.
Sin embargo debido a la pandemia de COVID-19 que afecta a nivel mundial  se confirmó que no se realizará en 2021.

## Ediciones
En la lista que se detalla a continuación, se nombran los animadores del certamen y los canales de televisión y radioemisoras que lo han transmitido:
| Evento | Evento | Animadores                                                                           | Canal de TV                | Radioemisora              | Índice de audiencia promedio |
| ------ | ------ | ------------------------------------------------------------------------------------ | -------------------------- | ------------------------- | ---------------------------- |
| I      | 2012   | Giancarlo Petaccia Marcela Vacarezza María Luisa Godoy Rocío Marengo Catalina Pulido | Mega                       | Radio Bío-Bío             | 14,4                         |
| II     | 2013   | Luis Jara Pamela Díaz Pamela Le Roy Nidyan Fabregat Macarena Venegas                 | Mega                       | Radio Bío-Bío Candela FM  | 19,9                         |
| III    | 2014   | Luis Jara Ivette Vergara Karen Bejarano Pamela Díaz Patricia Maldonado               | Mega                       | Radio Bío-Bío Candela FM  | 20,8                         |
| IV     | 2015   | Giancarlo Petaccia Pamela Díaz                                                       | Sin transmisión televisiva | Radio Bío-Bío             | -                            |
| V      | 2016   | Cristián Sánchez Pamela Díaz                                                         | Sin transmisión televisiva | Radio Bío-Bío             | -                            |
| VI     | 2017   | Jhendelyn Nuñez Marlen Pérez Sergio Lagos Leo Caprile                                | Sin transmisión televisiva | Radio Conce Radio Bio-Bío | -                            |
| VII    | 2018   | Francisco Saavedra Diana Bolocco                                                     | Canal 13                   | -                         | 10,1                         |
| VIII   | 2019   | Cristian Sánchez Marlen Pérez Sergio Lagos Karol Lucero                              | TVU                        | -                         | -                            |
| IX     | 2020   | Álvaro Escobar Carmen Gloria Arroyo Carla Zunino Gino Costa                          | TVN                        | -                         | -                            |
| X      | 2023   | Camila Andrade Daniel Valenzuela                                                     | Canal 9 Bío-Bío Televisión | -                         | -                            |